# Sagaflor
Die Sagaflor AG (Eigenschreibweise SAGAFLOR, Abkürzung für „SAmen GArten FLORistik“) ist eine Dienstleitungszentrale für selbstständige Gartencenter und Heimtierfachmärkte im deutschsprachigen Raum. Als Verbundgruppe und Franchisegeber unterstützt die Sagaflor Partnerbetriebe an mehr als 700 Standorten in den Bereichen Einkauf & Category Management, Finanzen, IT, Marketing, Logistik und Personalentwicklung. Die Gesellschaft wurde 1965 gegründet und agiert seit 2002 als Aktiengesellschaft.

## Geschichte

### Gründung der Einkaufsgemeinschaft

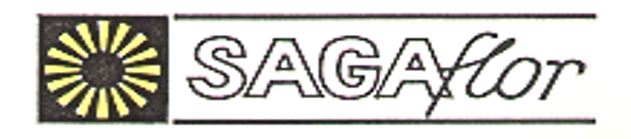
Sagaflor-Logo von 1965

Die Sagaflor wurde 1965 von selbstständigen Fachhändlern aus dem Bereich Samenhandel in Frankfurt gegründet. Ziel war es, als Einkaufsgemeinschaft durch die Bündelung von Einkaufsvolumen gemeinsame Lieferantenkonditionen zu erhalten. Dies sollte die Position der Gartenbetriebe gegenüber dem filialisierten Wettbewerb stärken.

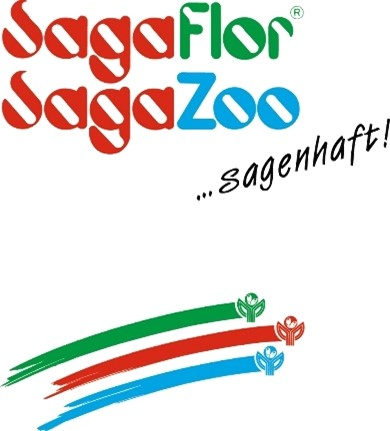
Sagaflor-Logo von 1992

1968 bezog das Unternehmen seine erste Geschäftsstelle in Kassel. 1980 wurde das Geschäftsfeld um Heimtierbedarf erweitert, das unter der Marke Sagazoo eingeführt wurde. 1990 zog das Unternehmen in eine neue Firmenzentrale in Baunatal, die immer wieder ausgebaut wurde, um weitere Büro- und Lagerflächen zu schaffen.

### Seit 2000
In den 2000er-Jahren begann die Sagaflor AG mit der Einführung moderner IT-Systeme, um ihre Geschäftsprozesse zu verbessern. Ein bedeutender Schritt war die Implementierung der SAP-Branchenlösung csShop, die speziell für Verbundgruppen und Franchise-Systeme entwickelt wurde. Diese Lösung ermöglichte eine effizientere Steuerung der Prozesse sowohl in der Zentrale als auch in den angeschlossenen Fachgeschäften. Später implementierte die Sagaflor AG SAP als zentrale ERP-Lösung und entwickelte darauf basierend die „Warenwirtschaftslösung (WWL)“ für Partnerbetriebe, die Prozesse wie Kassensysteme, Nachschub-Disposition und Stammdatenmanagement integriert.
2002 erfolgte die Umwandlung in eine Aktiengesellschaft; die angeschlossenen Partnerunternehmen wurden dabei zu Aktionären der Sagaflor AG. In dieser Zeit wurden auch die heutigen Standortmarken des Unternehmens etabliert: grün erleben (1995), Zoo & Co. (2003), Tier Total (2004) und da blüh ich auf (2007). Im Jahr 2013 startete Zoo & Co. zudem einen eigenen Onlineshop.

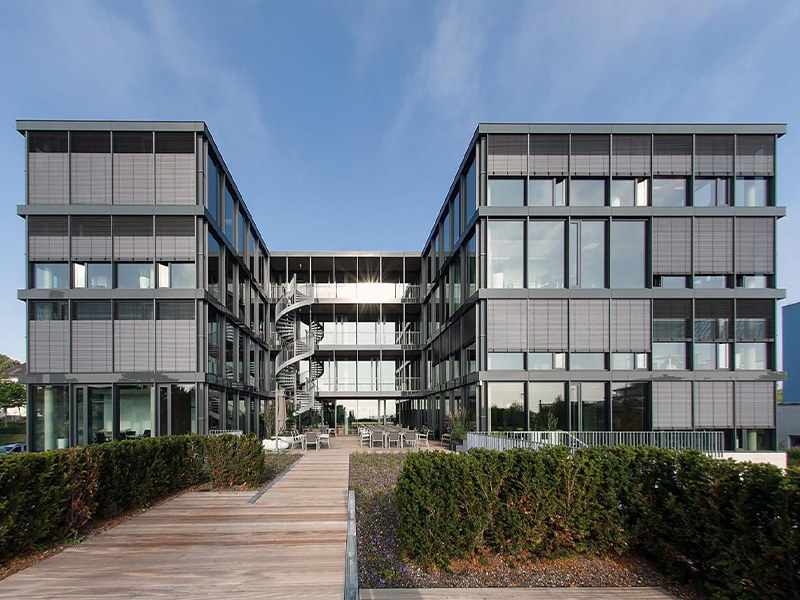
Die Zentrale der Sagaflor AG in der Eugen-Richter-Straße 1 in Kassel

2015 verlegte die Sagaflor ihren Unternehmenssitz von Baunatal zurück nach Kassel, um weiteres Wachstum zu ermöglichen. Der Neubau verfügt über eine Fläche von 6.200 Quadratmetern sowie eine rund 600 Quadratmeter große Ausstellungsfläche, auf der unter anderem regelmäßig die hauseigenen Importmessen für die Partnerbetriebe stattfinden.
Seit 2019 organisiert die Sagaflor AG die Fachmesse „PRO garten & tier“ in Kassel, die als Nachfolger der Messe „Garten- und Zooevent“ gilt. Die Messe richtet sich an Fachbesucher aus dem Garten- und Heimtierhandel und bietet einen Überblick über Sortimente, Trends und neue Produkte. 2024 präsentierten dort 160 Aussteller an zwei Tagen ihre Produkte den 1.500 Besuchern.
Im Bereich Nachhaltigkeit verfolgt die Sagaflor AG seit 2021 eine Strategie zur Reduzierung von CO₂-Emissionen. In der Pilotphase wurden über 1.000 Tonnen CO₂ eingespart. Zudem wurde 2023 eine Photovoltaikanlage mit 122 Modulen auf dem Dach der Zentrale in Kassel installiert, die mehr als ein Viertel des jährlichen Stromverbrauchs des Unternehmens deckt. Im August 2022 war die Sagaflor AG Mitgründerin der Euro Plant Tray eG, einer Initiative zur Entwicklung eines europaweit einheitlichen Mehrweg-Systems für Pflanzentrays.
Im Geschäftsjahr 2023 erzielte die Sagaflor AG einen Umsatz von 56 Mio. Euro im Eigengeschäft sowie einen Zentralregulierungsumsatz von 289 Mio. Euro.

## Unternehmensstruktur
Der Hauptsitz der Sagaflor AG befindet sich mit rund 180 Mitarbeitern in Kassel, Hessen, von wo aus die angeschlossenen, selbstständigen Unternehmen unterstützt werden. Zum Leistungsangebot zählen unter anderem die Entwicklung von Sortimentskonzepten, Standortplanung, (digitale) Marketinglösungen, eine eigene ERP-Warenwirtschaftslösung sowie zentrale Abrechnungsmodelle.
Partner der Sagaflor AG können sich den Standortmarken grün erleben (Garten), da blüh ich auf (Garten), Zoo & Co. (Heimtier) oder Tier Total (Heimtier) anschließen oder als Basispartner im Segment Garten und/oder Heimtier die zentralen Dienstleistungen wie gemeinsamen Einkauf, Import, Rückvergütung, Produkteigenmarken, Marktinformationen und Zentralregulierung nutzen.
Etwa 550 Vertragslieferanten beliefern die Partner der Sagaflor. Die angeschlossenen Händler können aus einer großen Anzahl Artikel wählen, die vom Discountprogramm bis zum Hochpreissegment reichen und alle wichtigen Bereiche abdecken. Im Bereich der Heimtier-Logistik kooperiert die Sagaflor AG mit Großhändlern und betreibt ein eigenes Zentrallager. Die gesamte Sortimentsarbeit wird zentral aus Kassel gesteuert.

## Marken
Die Sagaflor AG vereint als zentrale Leitung vier Standortmarken und vertreibt selbst zudem über 20 Produkteigenmarken. Zu den Standortmarken in der Gartenbranche gehören grün erleben und da blüh ich auf, im Heimtierbereich sind es Tier Total sowie Zoo & Co. Die Zentrale in Kassel unterstützt Betriebe in Deutschland, Österreich und der Schweiz in den Bereichen Einkauf, Vertrieb, Marketing, IT und Abrechnung. 

### Heimtier

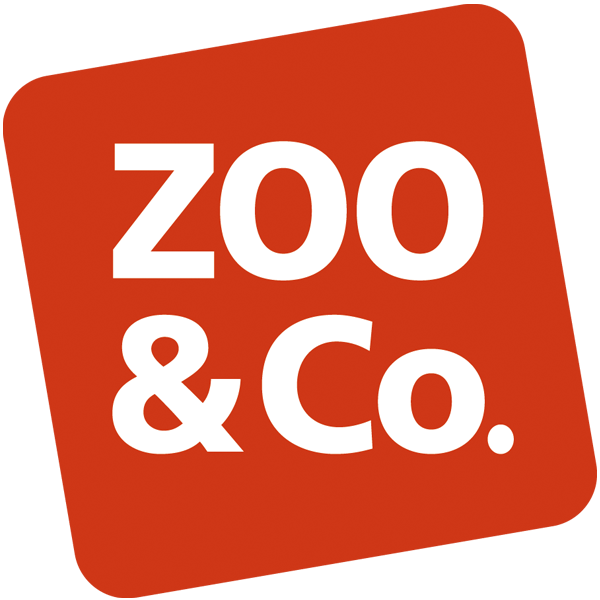
Das Markenlogo von Zoo & Co.

#### ZOO & Co.
Siehe Hauptartikel: Zoo & Co.
Zoo & Co. ist eine Franchisemarke im Heimtierfachhandel, die 2001 von Sagaflor eingeführt wurde. Sie bündelt selbstständige Fachmärkte unter einem gemeinsamen Marktauftritt und bietet zentral bereitgestellte Dienstleistungen in den Bereichen Sortimentsmanagement, Marketing und Logistik. Seit 2013 vertreibt die Marke Produkte auch über einen eigenen Online-Shop. Insgesamt zählen mehr als 140 Zoofachmärkte zum System. Zoo & Co. ist Mitglied in Deutschen Franchiseverband.

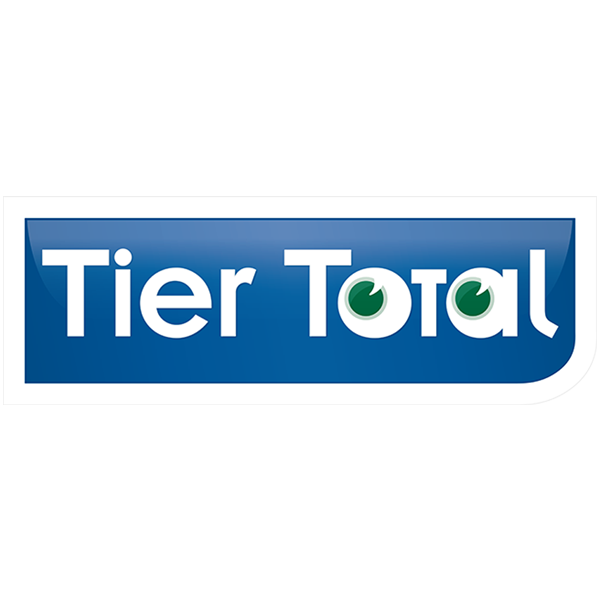
Das Markenlogo von Tier Total.

#### Tier Total
Die Sagaflor AG stellt Tier Total 2004 als neues Vermarktungskonzept im Heimtierbereich vor. Es richtet sich insbesondere an Standorte mit Lebendtierabteilungen und sieht eine gemeinsame Markenausrichtung bei gleichzeitig rechtlicher Eigenständigkeit der Betriebe vor. 2025 wird das Konzept von mehr als 70 Betrieben angewandt.

### Gartencenter

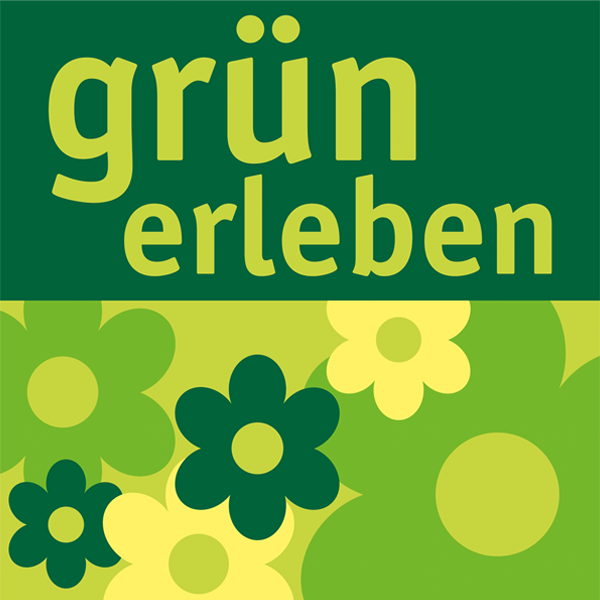
Das Markenlogo von grün erleben.

#### grün erleben
Eingeführt 1995, hat sich die Standortmarke grün erleben bis heute weiterentwickelt: 2003 gehören bereits 80 Standorte zur Marke, 2025 sind es über 90 Standorte in Deutschland. Seit 2007 tritt die Marke in neuem Erscheinungsbild auf. 2012 bewertete das Institut für Service-Qualität das Markenkonzept von grün erleben im Vergleich von 120 Gartenmärkten mit dem besten Ergebnis.

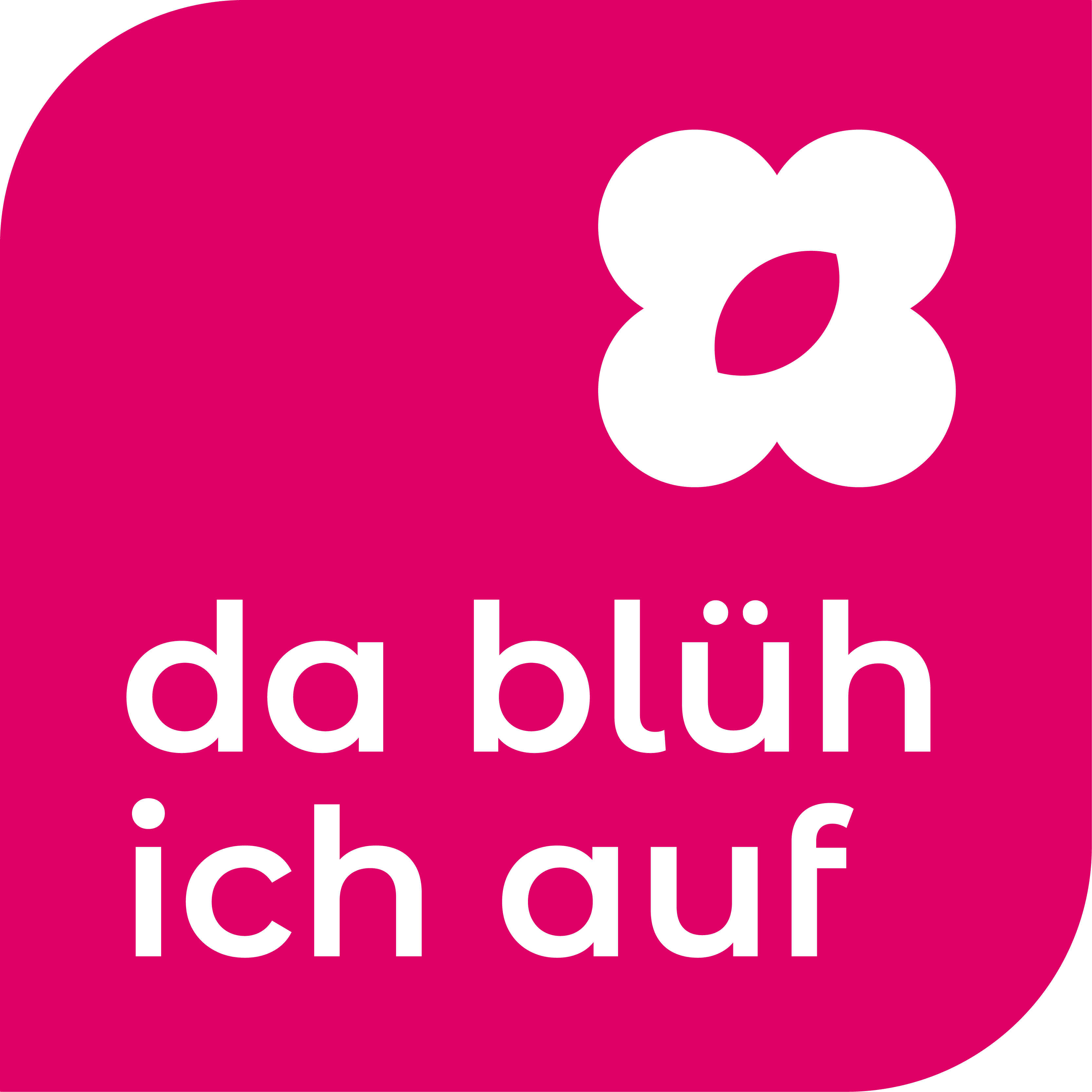
Das Markenlogo von da blüh ich auf.

#### da blüh ich auf
Die Marke wurde 2007 von der Sagaflor AG eingeführt und richtet sich an selbstständige Gartencenter. Sie dient der gemeinsamen Marktpräsenz und unterstützt angeschlossene Betriebe unter anderem durch abgestimmte Marketingmaßnahmen, Werbemittel und Eigenmarkenprodukte. 2024 erfolgte ein Relaunch der Marke. Zum Jahr 2025 sind über 40 selbstständige Gartencenter unter dem Namen da blüh ich auf aktiv.

### Produkteigenmarken
Die Sagaflor AG führt über 20 Eigenmarken für die Bereiche Garten und Heimtier. Die Produkte aus diesen Marken sind ausschließlich bei den angeschlossenen Partnerbetrieben erhältlich. Die Marken decken unterschiedliche Sortiments- und Preissegmente ab und ermöglichen den Mitgliedsunternehmen eine eigenständige Profilierung gegenüber dem filialisierten Handel. Im Heimtierbereich existieren Marken für Futter, Zubehör und Pflegeprodukte, im Gartenbereich unter anderem für Erde, Saatgut, Dünger und Werkzeuge.

#### Naturbursche
Die Sagaflor-Eigenmarke Naturbursche wurde 2021 eingeführt. Sie wurde auf der Messe „PRO garten & tier“ mit Sortimenten aus Dünger, Rasensaatgut und Zierkies vorgestellt. Im Jahr 2023 wurde das Sortiment um Blumenzwiebeln und Bio-Hanferde erweitert. Die Naturbursche Bio-Hanferde wurde 2024 mit dem TASPO-Award in der Kategorie „Beste Produktidee B2C“ ausgezeichnet.

#### Landwerker
Die Marke Landwerker wurde 2017 eingeführt und bietet ein Sortiment von Gartenwerkzeugen und Zubehör. Sie wurde mit dem TASPO-Award für die beste Warenpräsentation ausgezeichnet.